# Hoplobatrachus litoralis
Hoplobatrachus litoralis ist ein Froschlurch aus der Familie Dicroglossidae. Er wurde erst 2012 beschrieben und ist in den südöstlichen Küstenregionen von Bangladesch und in südlichen und zentralen Landesteilen von Myanmar verbreitet.

## Beschreibung
Hoplobatrachus litoralis ist ein großer Frosch mit einer Kopf-Rumpf-Länge von 81 bis 102 Millimeter bei adulten Männchen und 83 bis 121 Millimeter bei adulten Weibchen. In Alkohol konservierte Exemplare sind dorsal und an den Außenseiten der Gliedmaßen dunkelgraugrau mit zahlreichen großen schwarzen Flecken, die zu den Flanken kleiner werden. Von der Schnauzenspitze zum Körperende verläuft eine durchgehende dünne, helle Linie, die gelegentlich fehlt. Die Bauchseite ist einheitlich weißlich oder gelblich grau, mit Ausnahme einiger dunkler Flecken am Rand des Unterkiefers entlang. Die Lebendfärbung schwankt in der dorsalen Grundfarbe zwischen gelblich braun und dunkelbraun mit dunkelbrauner bis schwarzer Zeichnung. Die Bauchseite ist cremeweiß und der schmale Rückenstreifen ist cremeweiß bis gelblich weiß. Das Trommelfell ist dunkelgrau mit einem kleinen hellen Ring im Zentrum. Männliche Frösche haben eine ausgeprägte Brunstschwiele an der Basis des ersten Fingers und eine Schallblase unter jedem Mundwinkel, die bei konservierten Exemplaren eine graue Farbe hat.
Hoplobatrachus litoralis ist von der sehr ähnlichen Art Hoplobatrachus tigerinus durch die mitochondriale DNA und morphologisch durch breite schwarze Bänder zu unterscheiden, die von den Augen über die Nasenlöcher zum vorderen Rand des Oberkiefers verlaufen, ohne einander zu berühren. Ein weiteres schwarzes Band verläuft am Rand des Oberkiefers, und der Augenabstand ist relativ zum Abstand der Nasenlöcher und zur Breite der Augenlider kleiner. Am inneren Oberarm von H. litoralis befindet sich ein deutlicher schwarzer Streifen und der bei H. tigerinus fehlt. Der innere metatarsale Tuberkel ist schwarz, bei H. tigerinus hingegen farblos. Die Paarungsrufe der Männchen ähneln sich bei beiden Arten, doch die Hauptfrequenz und die Zahl der Impulse sind unterschiedlich.
Die Paarungsrufe von Hoplobatrachus litoralis erfolgen im Abstand von durchschnittlich 4,4 Sekunden. Der einzelne Ruf hat eine Dauer von 0,28 Sekunden und besteht aus zwanzig rasch aufeinander folgenden Lauten. Die Grundfrequenz liegt bei 0,30 Kilohertz, die dominierende Frequenz bei 1,2 Kilohertz. Diese bioakustischen Merkmale, insbesondere das Fehlen einer zweiten dominierenden Frequenz, unterscheiden die Individuen von H. litoralis deutlich von den Anfang der 1990er Jahre von einer Forschergruppe unter Beteiligung des Zoologen Hans Schneider untersuchten indischen Populationen von H. tigerinus. Deren Rufe dauerten 0,30 Sekunden mit durchschnittlich 16 Lauten und zwei dominierenden Frequenzen von 1,65 und 0,52 Kilohertz (Nordosten Indiens, Bundesstaaten Assam and Meghalaya) oder 0,22 Sekunden mit durchschnittlich 12,6 Lauten und zwei dominierenden Frequenzbereichen von 1,5 bis 2,2 Kilohertz und 0,2 bis 1,2 Kilohertz (Südwesten Indiens, Karnataka).

## Verbreitung
Der Typenfundort liegt in Küstennähe auf fünf Meter Höhe über dem Meeresspiegel in der Upazila Teknaf (20° 52′ 0″ N, 92° 18′ 0″ O) im Distrikt Cox’s Bazar der Division Chittagong, im äußersten Südosten von Bangladesch. Die ersten Fundorte liegen sämtlich im Distrikt Cox’s Bazar, von einem schmalen Küstenstreifen im äußersten Südosten von Bangladesch bis auf 500 Meter Höhe in den Chittagong Hill Tracts, und auf der wenige Kilometer vor der Küste im Golf von Bengalen liegenden Insel St. Martin’s Island. Daher wurde H. litoralis zunächst als ein Endemit des Distrikt Cox’s Bazar angesehen, es wurde aber stets für möglich gehalten, dass sich das Verbreitungsgebiet bis nach Myanmar erstreckt. 2014 wurden für eine molekulargenetische Untersuchung der Amphibienfauna des geplanten Tanintharyi National Park im Süden von Myanmar einige zuvor als H. tigerinus identifizierte Sammlungsexemplare aus der Bago-Region und der Yangon-Region von Myanmar untersucht. Sie wurden als H. litoralis erkannt, das Verbreitungsgebiet der Art erstreckt sich daher bis in das Zentrum und den Süden von Myanmar.
Die bevorzugten Habitate sind pflanzenreiche Gräben oder Tümpel in den Flussmarschen am Fuß der südlichen Chittagong Hill Tracts. Dort lebt die Art sympatrisch mit Hoplobatrachus crassus und mehreren Arten der Gattungen Euphlyctis, Minervarya und Polypedates. Die Art Hoplobatrachus tigerinus ist in Bangladesch weit verbreitet und kommt auch in den Distrikten Chittagong und Bandarban vor, ihr Verbreitungsgebiet scheint sich aber nicht mit dem von Hoplobatrachus litoralis zu überschneiden.

## Lebensweise
Hoplobatrachus litoralis ernährt sich von einer Vielzahl von Insekten und Regenwürmern, aber auch von kleinen Fischen und Schlangen.

## Gefährdung und Schutz
Die Weltnaturschutzunion IUCN hat Hoplobatrachus litoralis im Jahr 2015 in ihrer Roten Liste der Fauna von Bangladesch in die Vorwarnliste (Kategorie NT - Near Threatened) aufgenommen. Die Einstufung geschah wegen des kleinen bekannten Verbreitungsgebiets und der befürchteten Bejagung wegen ihrer Froschschenkel.

## Systematik
Hoplobatrachus litoralis wurde als fünfte Art der Gattung Hoplobatrachus beschrieben, die mit einer Art in Zentral- und Westafrika und mit nunmehr vier Arten in Süd- und Südostasien vorkommt. Hoplobatrachus und elf weitere Gattungen mit etwa 200 Arten bilden die Unterfamilie Dicroglossinae, die wiederum mit einer weiteren artenarmen Unterfamilie der Familie Dicroglossidae angehört. Bis zu deren Aufteilung im Jahr 2006 gehörte Hoplobatrachus zur Familie Echte Frösche (Ranidae).
Kreuzungsexperimente zwischen den drei Arten Hoplobatrachus litoralis, Hoplobatrachus tigerinus und Hoplobatrachus rugulosus zeigten, dass Kreuzungen von H. rugulosus mit einer der beiden anderen Arten zu einer Sterilität und stark eingeschränkten Lebensfähigkeit der Nachkommen führen. Die meisten Nachkommen sterben bereits im Kaulquappenstadium. Demgegenüber gehen aus Kreuzungen von H. litoralis mit H. tigerinus Nachkommen mit einer nur leicht erhöhten Sterblichkeit und fast uneingeschränkter Fruchtbarkeit hervor.

### Erstbeschreibung
Die molekulargenetische Untersuchung von Froschlurchen Bangladeschs durch eine Gruppe von Biologen um den Herpetologen Mahmudul Hasan von der Universität Hiroshima führte zu der Erkenntnis, dass die zuvor als Hoplobatrachus tigerinus identifizierten Frösche aus Bangladesch zwei Arten angehören. Die als neu erkannte Art lebt im äußersten Südosten des Landes und ist morphologisch, durch ihre Paarungsrufe und durch die mitochondriale DNA von H. tigrinus zu unterscheiden. Die Erstbeschreibung von Hoplobatrachus litoralis erfolgte 2012 durch sechs Mitglieder der Gruppe, darunter Hasan. Der Holotyp ist im Juni 2011 am Typenfundort gefangenes adultes Weibchen, das sich mit sieben Paratypen, vier adulten weiblichen und drei adulten männlichen Fröschen vom Typenfundort und einem weiteren Fundort im Distrikt Cox’s Bazar, in der Sammlung des Institute for Amphibian Biology der Universität Hiroshima befindet. Der Artname litoralis ist vom lateinischen litus abgeleitet und bedeutet auf die Küste bezogen oder an der Küste lebend.